# Evacuação de civis na França em 1939-1940

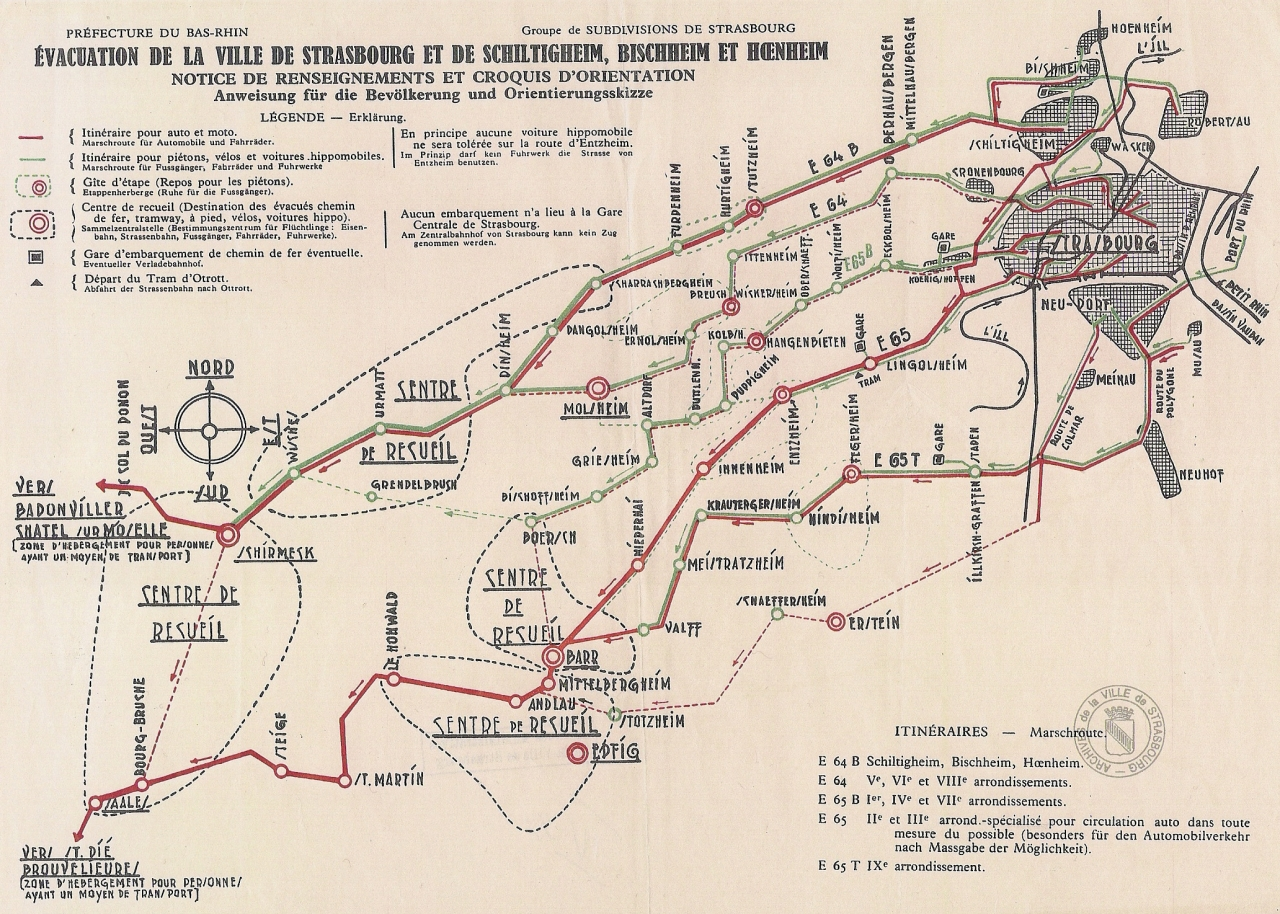
Mapa do plano de evacuação de Estrasburgo e seus subúrbios ao norte em setembro de 1939.

O início da Segunda Guerra Mundial viu a aplicação de um plano de evacuação das populações civis do "zona vermelha" da linha Maginot. Este plano foi posto em prática para preservar os civis em caso de guerra e ocupação, e para deixar espaço para movimentos de tropas.
Outras evacuações das populações francesas para a zona franca foram organizadas após o armistício de 22 de junho de 1940 e antes da segunda anexação do Mosela formalizada em 30 de novembro de 1940.

## O plano

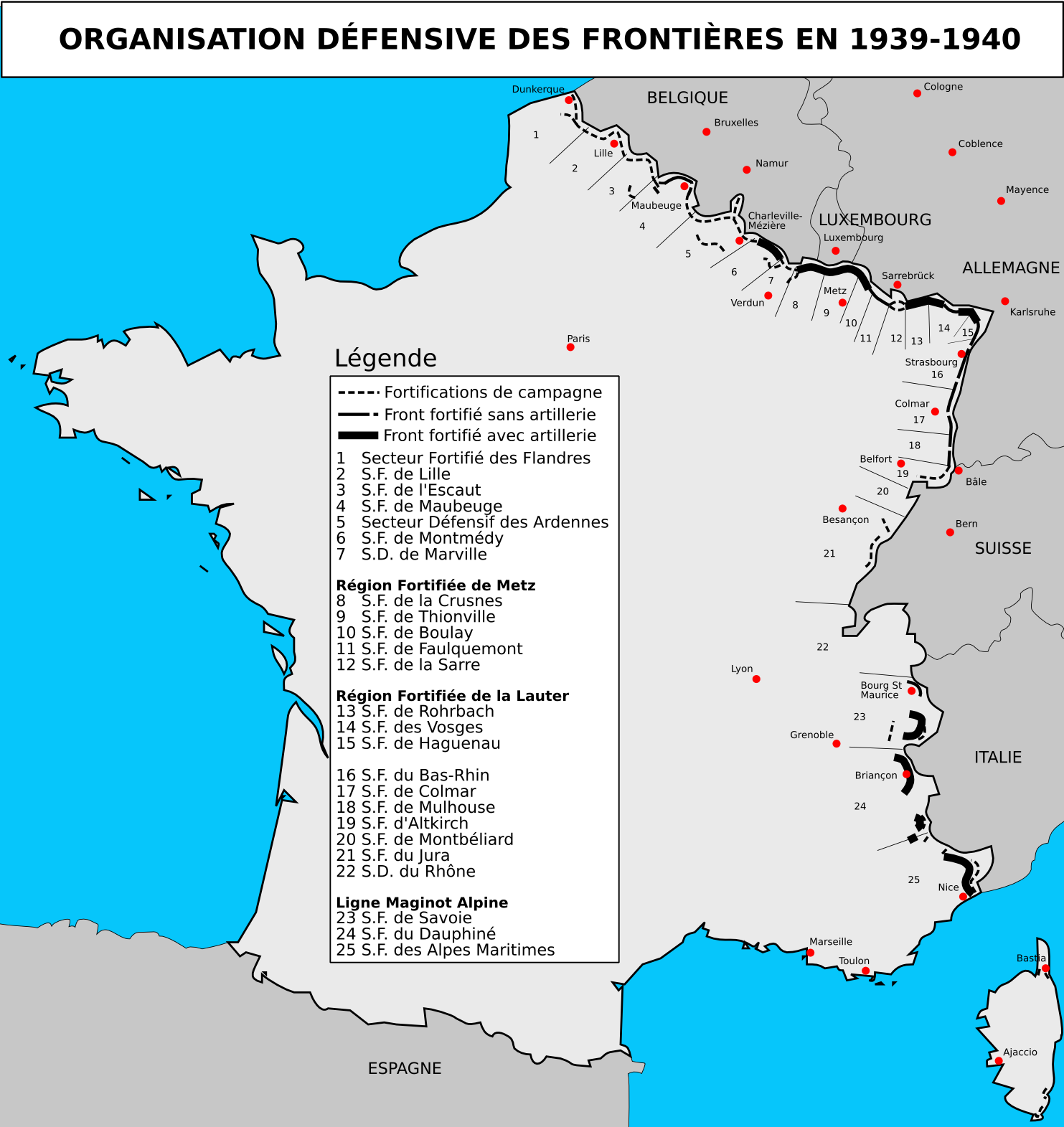
Organização da linha em setores em 1939-1940

A construção da Linha Maginot foi acompanhada pela consideração de preservar os civis e deixar espaço para movimentos de tropas. O plano implementado previa o deslocamento das populações para longe do teatro de operações, para departamentos pouco povoados, para facilitar a sua recepção. Inicialmente, a escolha do Estado-Maior recaiu sobre a Sabóia, mas foi finalmente o Sudoeste da França que foi escolhido. O plano de evacuação incluiu, em particular, uma "tabela de correlação" (os habitantes de cada departamento têm que se retirar para outro departamento), fretamento de trens e sinalização nas ruas das cidades.
Esta evacuação devia ocorrer em três etapas. Inicialmente as populações são encaminhadas para centros de coleta, atrás da frente, antes de serem enviadas em comboios ferroviários para departamentos do interior (locais de correspondência) e finalmente transportadas para as comunas de acolhimento. Com exceção de algumas pessoas consideradas essenciais e requisitadas (prefeitos, vereadores, policiais, guardas florestais, bombeiros, etc.) para evitar saques e cuidar do gado, todos os moradores teriam que ser evacuados.
A aplicação deste plano em 1939 envolveu principalmente 530.000 alsacianos, 280.000 lorenos e 130.000 franco-conteses para o leste da França, mas também 865.000 nortistas e 140.000 ardenenses para o norte da França. No entanto, também é aplicado no sudeste da França (Alta Sabóia, Sabóia e Alpes Marítimos) e nos Pirenéus. No caso de Paris, Lyon e Marselha, também está prevista a evacuação de parte da sua população em caso de conflito.

## Na Alsácia

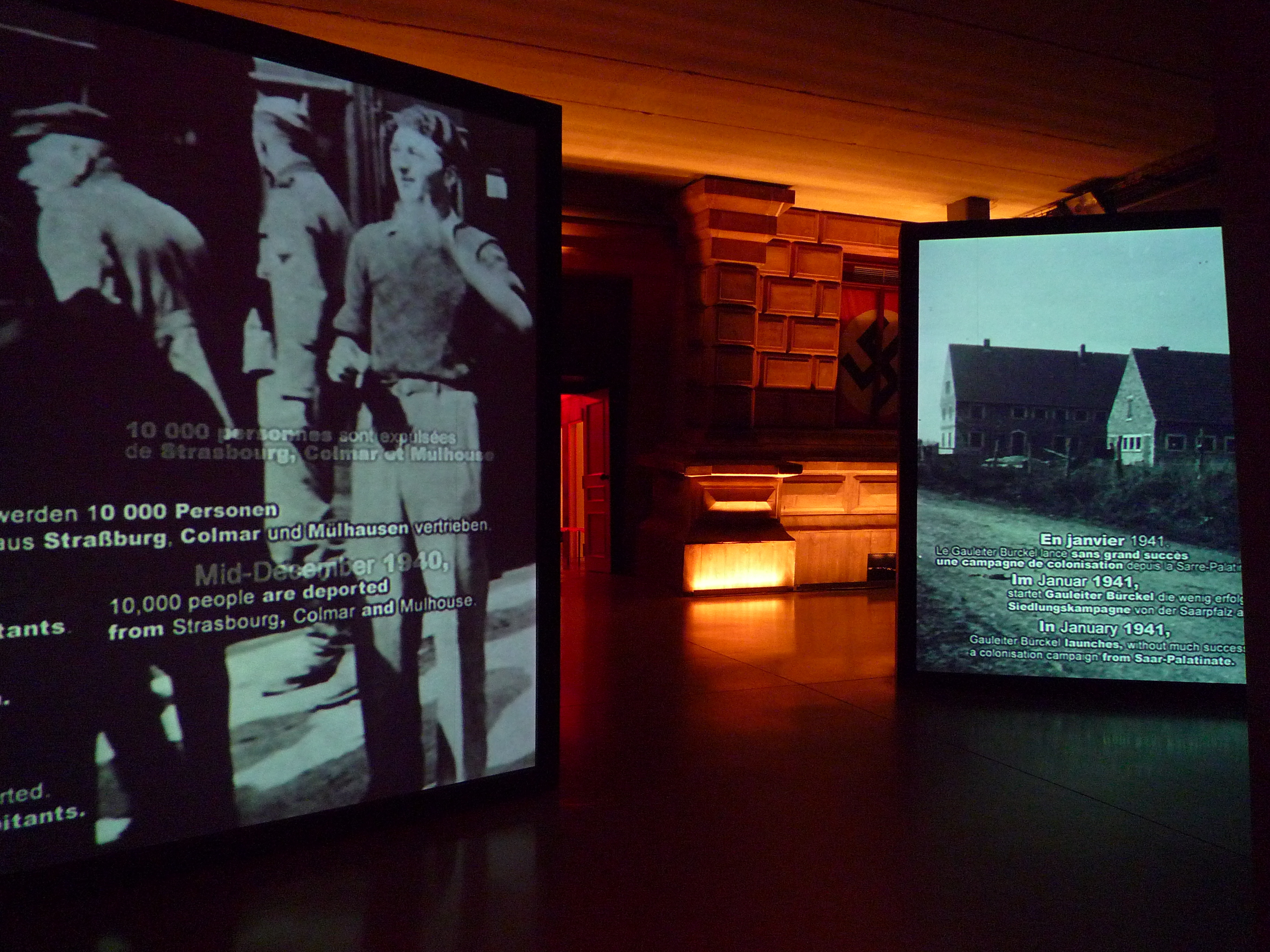
Evocação da evacuação dos alsacianos-moselenses no Memorial da Alsácia-Mosela

A ordem de evacuação da cidade de Estrasburgo foi dada assim que a mobilização geral foi declarada no dia 1º de setembro de 1939. A partir de 2 de setembro de 1939, enquanto os militares se instalavam nas obras da Linha Maginot, os habitantes dos municípios situados em frente a esta linha foram evacuados para centros de reagrupamento localizados nos Vosgos com um máximo de 30kg de bagagem por pessoa. Os primeiros comboios para o Sudoeste partem neste dia.Depois que o Reino Unido, a Austrália, a Nova Zelândia e a França declararam guerra à Alemanha Nazista, uma segunda viagem aguardava os residentes evacuados. Em 9 de setembro, 374 mil alsacianos evacuados de 181 municípios rumaram para o sul da França. Os habitantes de 107 municípios do Baixo Reno encontram refúgio principalmente na Dordonha (97.895 pessoas, incluindo cerca de 60.000 pessoas de Estrasburgo), Haute-Vienne (58.801 pessoas) e Indre (13.925 pessoas). Aqueles de 79 comunas do Alto Reno são evacuados para Gers, Haute-Garonne e Landes.

Depois de uma viagem longa e cansativa (longas horas de espera, comboios lotados, vagões de gado, até 60 horas de viagem), para muitos alsacianos é o primeiro contacto com outra província francesa. Apesar de alguns mal-entendidos ligados a diferentes mentalidades, diferentes estilos de vida, diferentes práticas religiosas e, sobretudo, diferentes linguajares, criar-se-ão laços duradouros.

Cartazes postados em Estrasburgo em setembro de 1939
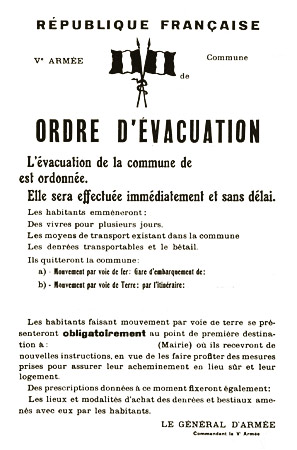
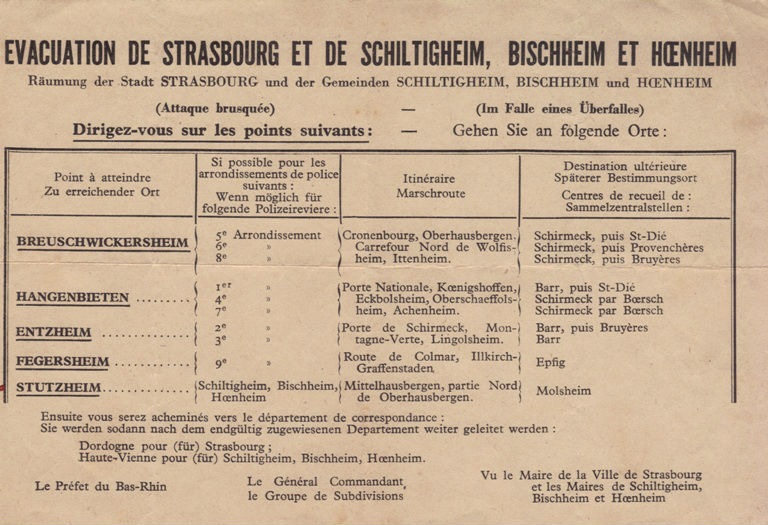
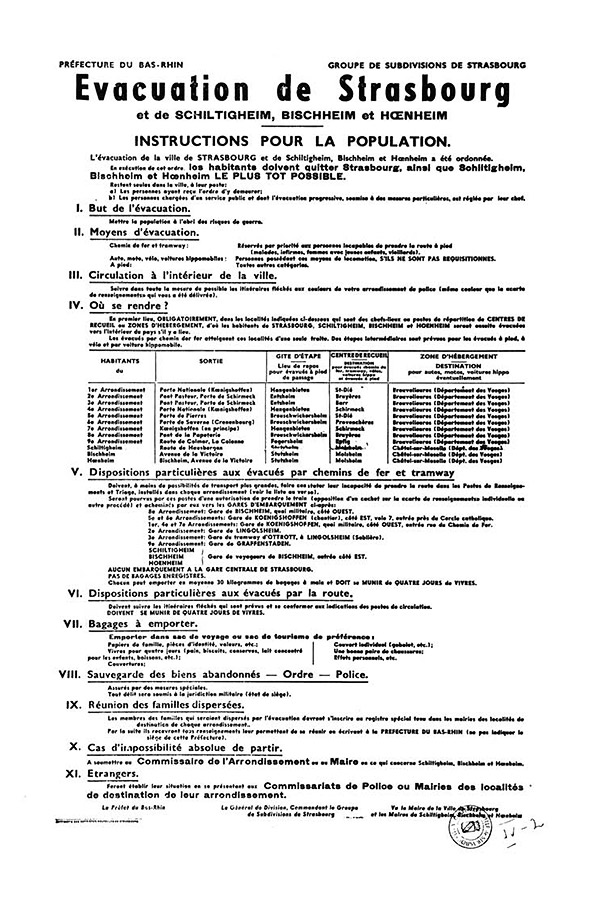

Uma segunda onda de evacuações foi precipitada pela ofensiva alemã lançada em 10 de maio de 1940. Sob a ameaça de cerco, o 8º Exército francês, que guarda o Reno na Alsácia, terá de retirar-se para os Vosges e para o desfiladeiro de Belfort em 13 de junho. No dia 14, dia da captura de Paris, os restantes serviços administrativos da Alsácia, por sua vez, recuaram e no dia 15 os alemães finalmente cruzaram o Reno para a Alsácia.
A partir de julho de 1940, os alsacianos foram incentivados a retornar pelos nazistas. A Alsácia-Mosela foi de facto anexada à Alemanha Nazista em 27 de novembro de 1940. A Alsácia, renomeada “CdZ-Gebiet Elsass", é integrada no território alemão do país de Baden.

## Em Mosela
Entre 1 de setembro de 1939 e 10 de maio de 1940, os habitantes de 300 comunas de Mosela, do país de Bitche a Thionville via Boulay, foram obrigados a abandonar as suas casas para evitar a esperada ofensiva do exército alemão. Em setembro e outubro de 1939, foram os primeiros que estavam na frente da Linha Maginot que deixaram as suas aldeias, seguidos em maio de 1940 pelos que estavam na zona de retaguarda. 300.000 moselenses deixaram assim as suas casas para se juntarem aos departamentos de Vienne, Charente, Charente-Maritime (Charente-Inférieure, na época) e, em menor medida, Loire, Saône-et-Loire e Pas-de-Calais.
Alguns prefeitos dos municípios anfitriões enfrentam rapidamente numerosos problemas de integração, diferentes dialetos e costumes, mas também materiais, por isso o prefeito de Barbezieux em Charente (5 mil habitantes) escreve ao prefeito para lhe indicar que as capacidades de recepção de sua cidade são claramente insuficientes face aos 4.500 refugiados (na sua maioria idosos, enfermos, mulheres e crianças pequenas) que chegaram em dois dias.
A partir de julho de 1940, os moselenses foram encorajados a regressar pelas autoridades alemãs. No entanto, muitos deles ainda relutantes em relação ao ocupante, 60.000 moselenses francófilos e francófonos, julgados "indesejados", foram, pelo contrário, expulsos para a zona franca, de 11 a 21 de novembro de 1940.
A Alsácia-Mosela foi anexada de facto ao Terceiro Reich em 27 de novembro de 1940; o Mosela, rebatizado de “CdZ-Gebiet Lothringen”, forma, com o Sarre-Palatinado, o Gau Westmark. Então, em 30 de novembro de 1940, o Mosela foi oficialmente anexado ao Reich.

## No Mosa
Uma grande parte da população urbana foi evacuada para Charente-Maritime (chamada Charente-Inférieure na época) desde 1º de setembro de 1939, restando a população rural para cuidar das colheitas e dos rebanhos. Com exceção de algumas evacuações localizadas, como a do hospício de Montmédy, em La Rochelle, a situação não mudou até 10 de maio de 1940. Em 11 de maio, o exército ordenou a evacuação dos cantões de Stenay e Montmédy em direção a Dijon, depois a Clermont-Ferrand e Charente. No entanto, nem todos podiam utilizar o transporte ferroviário ou motorizado e um bom número juntou-se, de carroça, de bicicleta ou a pé, aos civis luxemburgueses e belgas que fugiam do avanço alemão. Perante esta nova afluência, embora limitada porque a ofensiva alemã se dirigia para Dunquerque, foi o departamento de Gironda que se tornou o novo departamento de correspondência. Quando o exército alemão finalmente ocupou completamente o departamento em 19 de junho, 206 municípios (incluindo Verdun) foram mais ou menos evacuados.
Após a ofensiva alemã, o Mosa foi ocupado e passou a fazer parte de uma zona proibida destinada a se tornar uma zona de colonização alemã, a “Francônia Ocidental”. O regresso dos refugiados de 1939-1940 é, portanto, proibido.

## No Sudeste
As populações fronteiriças de Menton e da parte oriental dos Alpes Marítimos (Haute-Tinée, Haute-Vésubie, Bévéra, Roya) foram evacuadas a partir do início de junho de 1940 para Grasse, Cannes, Antibes, Barjols, Annot, Saint-André- les-Alpes, Barrême e Castellane. As populações das comunas fronteiriças dos Alpes-de-Haute-Provence (Saint-Paul-sur-Ubaye, Condamine, Larche e Meyronnes) são, por sua vez, evacuadas para Lozère, as de Haute Maurienne serão evacuadas para o Haute-Loire.
Em 10 de junho de 1940, Mussolini declarou guerra à França e lançou uma ofensiva para conquistar as regiões de Nice e Marselha. Esta ofensiva foi bloqueada pela resistência do Exército dos Alpes. Pelo armistício de 25 de junho de 1940, as tropas italianas ocuparam Menton, Fontan, Isola, Le Bourguet, Saint-Sauveur-sur-Tinée, Rimplas, Valdeblore, Saint-Martin-Vésubie, Roquebillière, Belvédère, Saorge, Breil-sur-Tinée Roya, Sospel e Castellar.
Após o armistício, os italianos desmilitarizaram quase todo o departamento dos Alpes-Marítimos e o leste do departamento foi até anexado. Os territórios assim anexados pela Itália ficam sujeitos às leis italianas.